# Карлус Луз
Карлус Коїмбра да Луз (порт. Carlos Coimbra da Luz; 4 серпня 1894 — 9 лютого 1961) — бразильський державний діяч, адвокат, тимчасово виконував обов'язки президента з 8 до 11 листопада 1955 року.

## На посту президента
8 листопада 1955 року, за кілька днів до президентських виборів, президент Бразилії Кафе Філью пішов у відставку за станом здоров'я. Карлус Луз як голова Палати депутатів зайняв його місце. За своїми політичними поглядами та зв'язками він був найбільш близьким до Національно-демократичного союзу (НДС) — партії, яка робила все для викорінення впливу Жетулью Варгаса в країні та політиці.
На президентських виборах перемогу здобув Жуселіну Кубічек, представник лівих сил, близьких до прибічників Варгаса. Представники НДС намагались оскаржити результати виборів та почали готувати державний переворот з метою не допустити передачу влади Кубічеку.
Однак цього разу в лавах військової верхівки не було єдності. Враховуючи прагнення Луза до Національно-демократичного союзу, а також готовність вищих військових чинів до силових заходів, чинний військовий міністр, маршал Енріке Тейшейра Лотт здійснив так званий «попереджувальний переворот», спрямований на захист Конституції. Карлус Луз був усунутий від посту президента й був ізольований у власному будинку в Копакабані в оточенні піхоти й танків.
Влада в країні тимчасово була передана віце-спікеру парламенту, Нереу Рамусу, який зобов'язався передати владу всенародно обраному президенту Жуселіну Кубічеку, як того вимагала конституція.